# Шипковс, Петерис
Петерис Шипковс (Пётр Шипков) (Pēteris Šipkovs) (16 июня 1944 - 20 января 2024) — советский и латвийский учёный, доктор инженерных наук, профессор, действительный член Латвийской академии наук.
Родился 16 июня 1944 года в Гулбене. Окончил среднюю школу № 1 г. Гулбене с отличием. В 1971 году окончил Рижский политехнический институт.
В 1973 году начал работать в Институте физической энергетики (ФЭИ) Латвийской академии наук. В 1982—1986 гг. руководитель группы, в 1987—1994 гг. учёный секретарь, в 1994—1997 гг. научный руководитель докторской работы, с 1997 г. начальник отдела (затем лаборатории) энергетических ресурсов.
С 1986 года преподавал в Рижском политехническом институте (позже Рижский технический университет), с 1994 г. профессор.
С 1992 года директор ООО «Энерги-Р».
Учёный в области возобновляемых источников энергии, рационального и эффективного использования энергоресурсов, комбинированных систем энергоснабжения, оптимизации топливно-энергетических балансов, разработки различных математических моделей в энергетике.
Доктор технических наук (1986).
Под его руководством подготовлено и защищено 52 кандидатских и 9 докторских диссертаций.
Опубликовал 147 научных работ, является соавтором 3 монографий и 11 книг и брошюр, получил 5 патентов. Был членом оргкомитетов многих международных конференций.
С 2000 г. член-корреспондент, в 2010 году избран действительным членом Латвийской академии наук. Заслуженный учёный (2019).
Лауреат премии имени профессора А. Витолса 2020 года за выдающийся вклад в энергетику.
Сочинения:
- Автоматизированная система оперативного управления топливоснабжением региона … Зинатне , 1989. 283 с. (соавтор)
- Atjaunojamie energoresursi un to izmantošana Latvijā : [rakstu krājums] / [Pēteris Šipkovs, Gaidis Klāvs, Jānis Kalnačs, Gunta Šlihta … u.c.] ; Latvijas Atkritumu saimniecības asociācija. Rīga : SIA «NRJ reklāmai», 2011. 94 lpp.